# Notoschoenomyza annulata
Notoschoenomyza annulata är en tvåvingeart som först beskrevs av Stein 1911.  Notoschoenomyza annulata ingår i släktet Notoschoenomyza och familjen husflugor.
Artens utbredningsområde är Peru. Inga underarter finns listade i Catalogue of Life.